# Tegalrejo (Ngadirejo)
Tegalrejo is een bestuurslaag in het regentschap Temanggung van de provincie Midden-Java, Indonesië. Tegalrejo telt 2816 inwoners (volkstelling 2010).